# Édouard Husson (historien)
Pour les articles homonymes, voir Édouard Husson.
Édouard Husson, né le 23 mars 1969 à Paris, est un historien français. D'abord reconnu pour ses travaux sur l'Allemagne et le nazisme, il est ensuite davantage médiatisé pour ses engagements à l'extrême droite et le partage de désinformation.

## Biographie

### Famille
Édouard Pierre Jean Marie Husson naît le 23 mars 1969 dans le 17e arrondissement de Paris du mariage de Jean-Marc Husson, médecin, et de Claudie Savinel, universitaire. 
Son grand-père, professeur de littérature, parle parfois de la réconciliation franco-allemande.

### Formation
Après des études secondaires à Sainte-Croix de Neuilly, où il est l'élève de Pierre Rezé, il poursuit ses études en hypokhâgne puis en khâgne au lycée Henri-IV (1986-1988) puis entre à l'École normale supérieure (concours L 1988). Édouard Husson est agrégé d'histoire (1992) et docteur en histoire contemporaine de l'université Paris IV (1998). 
Sa thèse de doctorat s'intitule Les historiens de la République fédérale d'Allemagne (1949-1998), leurs travaux sur l'Allemagne depuis Bismarck et la question de l'identité politique allemande sous la direction de Jacques Bariéty. Le sujet de sa thèse est issu d'un échange avec Ian Kershaw.
Pendant ses études, il milite au Mouvement des jeunes giscardiens,.
Il est champion d'Île-de-France d'escrime de l'enseignement privé (Union générale sportive de l'enseignement libre UGSEL) en 1983.

### Carrière professionnelle
Spécialiste de l'Allemagne et de la période nazie, il a été assistant au centre d'études germaniques de l'université Robert-Schuman à Strasbourg, puis de 1998 à 2001 chercheur à l'Institut d'histoire contemporaine de Munich et de 2001 à 2009 maître de conférences à Paris-IV Sorbonne. De 2009 à 2018, Édouard Husson est professeur d'histoire contemporaine et d'analyse des relations internationales à l'université de Picardie. Depuis le 1er septembre 2018, il est professeur à l'université de Cergy-Pontoise, où il dirige l'Institut franco-allemand d'études européennes (ancien CIRAC). Entre 2001 et 2009, il enseigne l'histoire des relations internationales au premier cycle franco-allemand de l'Institut d'études politiques de Paris, à Nancy.
De 2009 à 2010, il est chargé de sciences humaines et sociales au cabinet de Valérie Pécresse. Il est à la même période rapporteur des travaux du conseil pour le développement des humanités et des sciences sociales.
En août 2010, Édouard Husson devient vice-chancelier des universités de Paris,.
En avril 2012 il est candidat malheureux à la direction de l'École normale supérieure de la rue d'Ulm.
Le 1er septembre 2012, la Chambre de commerce et d'industrie de Paris nomme Édouard Husson, directeur général de l'ESCP Europe. Il occupe ce poste jusqu'au 4 juin 2014, quand il est « contraint à la démission », dans un « contexte flou »,.
Édouard Husson est directeur des études de la Fondation Res Publica de 2004 à 2006 puis directeur du département de recherche « Paix. Commerce. Liberté » au collège des Bernardins, entre 2007 et 2009. Il préside depuis 2007 le conseil scientifique de l'association Yahad-In Unum[réf. nécessaire].
De 2015 à 2018 il a été vice-président de l'Université PSL[réf. souhaitée].
Il rejoint le conseil d'administration de l'Institut des sciences sociales, économiques et politiques (ISSEP) de Marion Maréchal, dont il est proche,, en décembre 2018.
De juillet 2019 jusqu'à sa révocation en février 2021, Édouard Husson est président de la Fondation Robert-de-Sorbon, reconnue d'utilité publique, qui organise les cours de civilisation française de la Sorbonne.

### Travaux scientifiques
Les travaux d'Édouard Husson ont d'abord porté sur les interprétations du nazisme, ce qui donne lieu par exemple à l'ouvrage Comprendre Hitler et la Shoah publié en 2000. Il a en particulier été l'un des critiques les plus sévères des thèses d'Ernst Nolte, selon qui le nazisme et ses crimes ne s'expliqueraient que par la peur que les Allemands avaient du stalinisme et de sa politique de terreur.

### Engagements à l'extrême droite et complotisme
Il s'engage à l'extrême droite, participant en septembre 2019 à la « Convention de la droite » de Marion Maréchal, aux côtés notamment de Robert Ménard et d'Éric Zemmour.
En février 2020, Édouard Husson participe à la National Conservatism Conference, organisée à Rome, aux côtés de plusieurs figures européennes d'extrême droite, tel le Premier ministre hongrois Viktor Orban, la patronne du parti postfasciste Fratelli d’Italia Giorgia Meloni, le dirigeant du parti conservateur néerlandais Forum Thierry Baudet ou encore le président de Vox, considéré comme un parti d'extrême droite, Santiago Abascal.
Il contribue régulièrement au site d'extrême droite Boulevard Voltaire ou à la Web TV d'extrême droite TV Libertés. Il est le directeur éditorial du blog complotiste Le Courrier des Stratèges. Parmi diverses personnalités soutenant également Éric Zemmour, il intervient dans le média identitaire Livre noir.
En 2020, il considère que la gestion de l'épidémie de la Covid-19 est la preuve d'un « tournant politique autoritaire ». En novembre 2020, prend position de manière répétée pour la théorie complotiste de la contestation des résultats de l'élection présidentielle américaine de 2020 pour dénoncer ce qu'il considère être une fraude électorale dans la défaite de Donald Trump.
Par la suite, il se rapproche plus encore du complotisme selon Conspiracy Watch, étant ainsi directeur de publication du site Le Courrier des Stratèges d'Éric Verhaeghe. 
Lors des élections européennes de 2024, il est à la tête de la liste du mouvement Rester libre, qui s'oppose au « basculement d'une Europe des pays vers une Europe fédérale » et alerte contre la « perte de la souveraineté » de la France dans un « État européen autoritaire ».

### Positions pro-russes
Il est repris par les médias pro-russes selon une enquête du journal Le Monde sur les « réseaux prorusses » de désinformation, lors de l'invasion de l'Ukraine par la Russie. En 2024, il est au programme d'une conférence prévoyant de réunir des intervenants pro-Kremlin à Genève, annulée par les organisateurs en raison de l'absence de diversité d'opinion. 

### Accusation d'abus de confiance et harcèlement moral
Le 19 janvier 2021, des salariés de la Fondation Robert-de-Sorbon saisissent le procureur de la République de Paris sur la base d'une série de « faits délictuels », assurant, selon les termes de la plainte, qu'« il apparaît que M. Édouard Husson a utilisé, de manière réitérée, les moyens financiers, matériels et humains de la fondation pour poursuivre des intérêts étrangers à celle-ci ». La saisine du procureur porte également sur des faits de harcèlement moral,.
En février 2021, il est écarté de la présidence du directoire de la Fondation Robert-de-Sorbon.

## Publications
- Une culpabilité ordinaire ? Hitler, les Allemands et la Shoah : Les enjeux de la controverse Goldhagen, Paris, Éditions François-Xavier de Guibert, 1997, 198 p. (ISBN 2-86839-456-6).
- Les historiens de la République fédérale d'Allemagne (1949-1998), leurs travaux sur l'Allemagne depuis Bismarck et la question de l'identité politique allemande (thèse de doctorat en histoire, sous la dir. de Jacques Bariéty, à Paris-IV, no 1998PA040194), 1998, 906 p. (OCLC 490585127, SUDOC 053645707, présentation en ligne).
- L'Europe contre l'amitié franco-allemande : Des malentendus à la discorde, Paris, François-Xavier de Guibert, coll. « Combats pour la liberté de l'esprit », 1998, 163 p. (ISBN 2-86839-516-3).
- Allemagne : Une névrose française (précédé de Pour une politique étrangère par Paul-Marie Coûteaux), Paris, Fondation Marc-Bloch, coll. « Notes de la Fondation Marc-Bloch » (no 3), 1999, 82 p. (OCLC 971017873, SUDOC 197986714).
- Une histoire de France : Quelques leçons du passé pour comprendre les impasses d'aujourd'hui (avec Michel Pinton), Paris, Éditions François-Xavier de Guibert, coll. « Combats pour la liberté de l'esprit », 2000, 149 p. (ISBN 2-86839-566-X).
- Comprendre Hitler et la Shoah : Les historiens de la République Fédérale d'Allemagne et l'identité allemande depuis 1949 (préf. Ian Kershaw) (texte remanié de la thèse de 1998), Paris, Presses universitaires de France, coll. « Perspectives germaniques », 2001, 306 p. (ISBN 2-13-050301-2).
- « Nous pouvons vivre sans les Juifs », novembre 1941 : Quand et comment ils décidèrent de la Solution finale, Paris, Perrin, 2005, 179 p. (ISBN 2-262-02356-5).
- Une autre Allemagne, Paris, Gallimard, 2005, 396 p. (ISBN 2-07-075666-1).
- Les Complaisantes : Jonathan Littell et l'écriture du mal (avec Michel Terestchenko), Paris, Éditions François-Xavier de Guibert, 2007, 254 p. (ISBN 978-2-7554-0152-3).
- Le capitalisme malade de sa monnaie : Considérations sur l'origine véritable des crises économiques (avec Norman Palma), Paris, Éditions François-Xavier de Guibert, coll. « Histoire politique », 2009, 285 p. (ISBN 978-2-7554-0325-1, présentation en ligne).
- Heydrich et la Solution finale (préf. Ian Kershaw, postface Jean-Paul Bled), Paris, Perrin, 2008, 484 p. (ISBN 978-2-262-01784-2, présentation en ligne), nouv. éd. rev. et augm. : coll. « Tempus » (no 422), 2012, 751 p.  (ISBN 978-2-262-02719-3)[présentation en ligne].
- Paris-Berlin : La survie de l'Europe, Paris, Gallimard, coll. « Esprits du monde », 2019, 404 p. (ISBN 978-2-07-285530-6, présentation en ligne).

### Directeur de publication
- Les sociétés en guerre : 1911-1946 (avec Bruno Cabanes (dir.), contributions d'Omer Bartov, Jean-Jacques Becker, Philippe Burrin, John Horne, Thomas Lindemann, Antoine Prost, Leonard V. Smith (en), Nicolas Werth), Paris, Armand Colin, coll. « U / Histoire contemporaine », 2003, 286 p. (ISBN 2-200-26564-6 et 978-2-200-24263-3, DOI 10.3917/arco.barto.2003.01).
- Le livre blanc de l'Europe des nations : Européens et libéraux, ils votent NON (postface Michel Pinton, entretien avec Václav Klaus, contributions de Georges Berthu, Roland Hureaux, Armand Jean, John Laughland, Pierre Leconte, Marc Masséna, Norman Palma, Thomas Ruff), Paris, Éditions François-Xavier de Guibert, 2005, 253 p. (ISBN 2-86839-909-6).

### Traductions, préfaces, postfaces
- Traduction de l'allemand de Jörg Wollenberg (de), Richelieu : Staatsräson und Kircheninteresse, zur Legitimation der Politik des Kardinalpremier (texte remanié d'une thèse de doctorat (Inauguraldissertation) à la faculté de philosophie de l'université de Göttingen, 1976), Bielefeld, Pfeffersche Buchhandlung, 1977, 352 p. (ISBN 3-88024-020-5), sous le titre Les Trois Richelieu : Servir Dieu, le Roi et la Raison (avec une postface : « Richelieu, Bismarck et la paix européenne »), Paris, Éditions François-Xavier de Guibert, 1995, 352 p. (ISBN 2-86839-378-0).
- « Nietzsche, Marx et leurs épigones dans l'œuvre de Nolte », préface à Ernst Nolte (trad. de l'allemand par Fanny Husson), Nietzsche : Le champ de bataille [« Nietzsche und der Nietzscheanismus »], Paris, Bartillat, 2000, 312 p. (ISBN 2-841-00219-5).
- Traduction de l'anglais et préface de John Laughland, The Tainted Source : The Undemocratic Origins of the European Idea, Londres, Little, Brown, 1997, 370 p. (ISBN 0-316-88296-8), sous le titre La liberté des nations : Essai sur les fondements de la société politique et sur leur destruction par l'Europe, Paris, Éditions François-Xavier de Guibert, coll. « Combats pour la liberté de l'esprit », 2001, 333 p. (ISBN 2-86839-700-X).
- Préface de Les Conséquences économiques et politiques de la paix (trad. et annot. David Todd) (réédition conjointe Les Conséquences économiques de la paix de John Maynard Keynes, 1919 et Les Conséquences politiques de la paix de Jacques Bainville, 1920), Paris, Gallimard, coll. « Tel » (no 319), 2002, 501 p. (ISBN 2-07-076484-2, présentation en ligne).